# Ved (kroatisk mytologi)
Ved är människoliknande varelser från kroatisk mytologi. Det var starka jättar som var täckt i päls och levde i skogarna i provinsen Bilogora. Ved kallas för vedi i plural. Det sägs att det var själar från gamla farföräldrar. Det fanns två typer av vedi: det som levde i skogarna och höll sig borta från mänsklig kontakt, och dem som är välvilliga och hjälpte bönder med sysslor som skulle vara svåra att utföra. Det som levde i skogarna dödade aldrig människor, men kunde kidnappa dem och förslava dem tills det släppte dem fria när det blev utsvultna och utmattade. Det som stötte på bönderna kunde bli ägda av dem och bli böndernas personliga tjänare. 